# Coilia mystus
Coilia mystus es una especie de pez del género Coilia, familia Engraulidae. Fue descrita científicamente por Linnaeus en 1758.
Se distribuye por el Pacífico Occidental: mar de China Oriental desde el norte de Hainan hasta Port Arthur y probablemente hasta Corea. Un solo espécimen registrado en la isla de Phuket, Tailandia. La longitud estándar (SL) es de 21 centímetros. Habita en aguas costeras y estuarios.
Está clasificada como una especie marina inofensiva para el ser humano.